# Cerkev sv. Jožefa Delavca, Idrija
Cerkev svetega Jožefa Delavca je sedanja župnijska cerkev župnije Idrija v modernem slogu iz leta 1969. Zgrajena je bila po načrtih Toneta Bitenca in Jožeta Kregarja. Poslikave ter notranjo opremo je načrtoval Stane Kregar. 
Zgrajena je bila na mestu nekdanje pokopališke cerkve sv. Križa, od katere je ostal zvonik, ki pa je bil vkomponiran v zasnovo nove župnijske cerkve.